# Cuthbert Tunstall

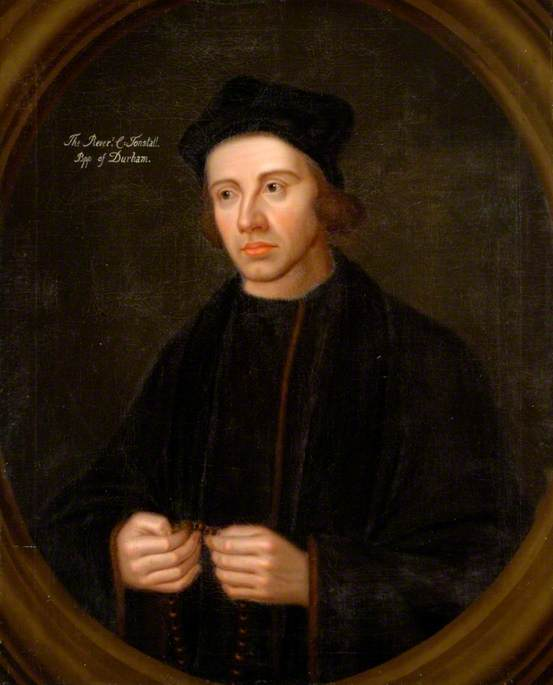
Portretschilderij

Cuthbert Tunstall of Tonstall (Hackforth, ca. 1474 – Lambeth Palace, 18 november 1559) was een Engelse kerkleider, staatsman en diplomaat. Hij was prins-bisschop van Durham tijdens het bewind van Hendrik VIII, Edward VI, Mary I en Elizabeth I.

## Leven
Cuthbert was een buitenechtelijk kind van Thomas Tunstall uit Lancashire. Doordat zijn ouders alsnog trouwden, werd hij gewettigd volgens het kerkelijk en burgerlijk recht, zij het niet volgens de common law. Rond 1491 werd hij toegelaten tot Balliol College in Oxford, waar hij wiskunde, theologie en rechten studeerde. Tegen 1496 was hij te vinden in King's Hall te Cambridge. In 1505 ging hij naar de Universiteit van Padua en werd er doctor in beide rechten, zijn eerste diploma's. Hij studeerde er bij leidende humanisten en bekwaamde zich in Grieks en Hebreeuws.
Aartsbisschop William Warham van Canterbury nam Tunstall in 1511 in dienst als kanselier en benoemde hem kort daarna tot rector van Harrow on the Hill. Hij ging diplomatieke opdrachten uitvoeren voor koning Hendrik VIII en kardinaal Wolsey. In 1515 vertrok hij met Thomas More naar de Habsburgse Nederlanden om strubbelingen rond de wolhandel te regelen. In Brussel ontmoette hij Erasmus en had hij tijd om hem te helpen met bijbelvergelijkingen in de aanloop naar diens Novum Instrumentum, waartoe hij ook fincancieel bijdroeg. Jeroen van Busleyden ontving hem in zijn residentie in Mechelen. More en Erasmus zouden intieme vrienden blijven van Tunstall. 
In 1519 werd hij naar Keulen gestuurd. Een bezoek aan Worms (1520-1521) gaf hem een idee van de betekenis van de lutherse beweging en haar literatuur. De paus maakte hem in 1522 bisschop van Londen en op 25 mei 1523 werd hij Lord Keeper of the Privy Seal. In 1525 onderhandelde hij met keizer Karel V na de Slag bij Pavia, en in 1529 was hij betrokken bij het tot stand brengen van de Vrede van Kamerijk. 
Op 22 februari 1530 volgde Tunstall kardinaal Wolsey op als prins-bisschop van Durham. In de kwestie van de echtscheiding van Hendrik VIII adviseerde hij koningin Catharina. Anders dan bisschop John Fisher en Sir Thomas More, nam Tunstall tegenover veel zaken waarmee hij het moeilijk had een berustende houding aan. Hoewel hij stevig vasthield aan de rooms-katholieke geloofspunten, aanvaardde hij Hendrik na enige aarzeling als hoofd van de Church of England. Hij verdedigde deze positie publiekelijk en accepteerde een schisma met Rome.
Tunstall keurde het religieuze beleid van de adviseurs van koning Edward VI af en stemde in 1549 tegen de eerste Akte van Uniformiteit. Hij bleef zijn openbare taken echter zonder onderbreking uitvoeren en hoopte tevergeefs dat de graaf van Warwick ervan zou kunnen worden overtuigd om het anti-katholieke beleid van de hertog van Somerset om te keren. Na de val van Somerset werd Tunstall in mei 1551 naar Londen ontboden en in zijn huis opgesloten. Tijdens deze gevangenschap schreef hij een verhandeling over de eucharistie, die in 1554 verscheen in Parijs. Aan het einde van 1551 werd hij opgesloten in de Tower of London. Nadat zijn afzetting strandde in het Lagerhuis, werd zijn bisdom hem in oktober 1552 toch ontnomen door toedoen van een commissie. 
Bij de troonbestijging van de katholieke koningin Mary I in 1553 werd Tunstall vrijgelaten. Zijn ontbonden bisdom werd in april 1554 hersteld en hij werd een tweede keer bisschop van Durham. Hij handhaafde zijn verzoenende benadering, en ging niet over tot systematische vervolging van protestanten. Toen de protestantse Elizabeth I koningin werd, weigerde Tunstall de eed van suprematie af te leggen en wilde hij niet deelnemen aan de wijding van de anglicaan Matthew Parker als aartsbisschop van Canterbury. Hij werd gearresteerd, opnieuw van zijn bisdom beroofd in september 1559, en gevangen gehouden in Lambeth Palace. Daar stierf hij binnen een paar weken stierf, 85 jaar oud. Hij werd begraven in de parochiekerk van St. Mary-at-Lambeth.

## Publicaties
- De arte supputandi libri quattuor (1522)
- Confutatio cavillationum quibus SS. Eucharistiae Sacramentum ab impiis Caphernaitis impeti solet (1552)
- De veritate corporis et sanguinis domini nostri Jesu Christi in eucharistia (1554)
- Compendium in decem libros ethicorum Aristotelis (1554)
- Certaine Godly and Devout Prayers (1558)

- Bibsys: 7011230
- Biblioteca Nacional de España: XX1307712
- Bibliothèque nationale de France: cb120456631 (data)
- Digitale Bibliotheek voor de Nederlandse Letteren: tuns002
- Gemeinsame Normdatei: 124653138
- International Standard Name Identifier: 0000 0001 0877 8421
- Library of Congress Control Number: n87861496
- Nationale Bibliotheek van Israël: 987007423571505171
- Nederlandse Thesaurus van Auteursnamen: 073670782
- Réseau des bibliothèques de Suisse occidentale: 02-A012886249
- SNAC: w6g16btp
- Système universitaire de documentation: 028668685
- Virtual International Authority File: 115145857798523020318
- WorldCat: E39PBJcGpcdtpqyv9j8WdvJdQq